# Телятники (Сараевский район)
Телятники — село в Сараевском районе Рязанской области России, административный центр Телятниковского сельского поселения.

## Географическое положение
Село расположено на берегу реки Вердица в 9 км на юг от райцентра посёлка Сараи.

## История
Телятники ранее назывались деревней, где "селятца козловцы - дети боярские внове", после в качестве села с церковью "Великого Чудотворца Николая". О. Сазонов указывает,что село впервые указано в Козловских писцовых книгах 1640-42 годов. В окладных книгах прихода церкви 1676 г. было указано: 51 двор детей боярских и рейтар, 10 солдатских, 38 бобыльских, 10 крестьянских. Итого 111 дворов.(прим.8). О существовавшей в селе Телятниках, вместо ветхой Никольской, новой каменной церкви в честь иконы Божией Матери Боголюбской епархиальному начальству подано было прошение иереями Иоанном Антоновым и Львом Максимовым с приходскими людьми еще в 1789 году, но окончательное устройство ее и освящение вместе с придельною Никольскою церковью относится к 1800 году. В 1812 и 1818 годах причт и прихожане просили дозволение на перекрытие церкви, в 1884 году Никольский придел был возобновлен и освящен вторично. С 1861 года в селе существовала школа. 
В XIX — начале XX века село являлось центром Телятниковской волости Сапожковского уезда Рязанской губернии. В 1906 году в селе было 440 дворов.
С 1929 года село являлось центром Телятинского сельсовета Сараевского района Рязанского округа Московской области, с 1937 года — в составе Рязанской области, с 2005 года — центр Телятниковского сельского поселения.
До 2011 года в селе работал Телятниковская средняя общеобразовательная школа.

## Население
| 1859 | 1897  | 1906  | 2010 |
| ---- | ----- | ----- | ---- |
| 1778 | ↗2973 | ↗3273 | ↘403 |